# Isuzu Elf
L'Isuzu Elf è un autocarro prodotto dal costruttore giapponese Isuzu a partire dal 1959 in sei generazioni, come veicolo per il trasporto merci di medie dimensioni. In Europa viene venduto come Isuzu serie N.
La produzione totale al 2006 ha superato le 5 milioni di unità.

## Prima generazione

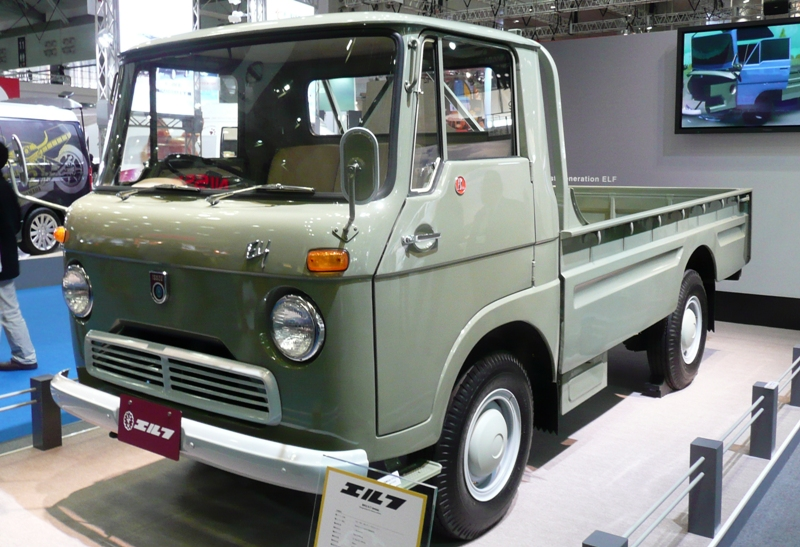
La prima serie

La prima generazione dell'Isuzu Elf (codice telaio TL221 per la versione a passo corto e TL251 per la versione a passo lungo) venne introdotta in Giappone nell'agosto del 1959 ed era un camioncino da 2 tonnellate di portata massima disponibile solo con il motore a benzina Isuzu GL150 da 1491 cm³ erogante 60 CV (44 kW). Aveva i fari singoli e le portiere incernierate sul retro. Era disponibile in due versioni a passo corto da 2180 mm e lungo da 2460 mm e veniva prodotto nello stabilimento di Kawasaki.
Nel marzo 1960 fu introdotto un motore diesel da 2,0 litri dalla potenza di 52 CV (38 kW) (codice telaio TL121 passo corto e TL151). Nel 1962 i motori furono aggiornati e potenziati rispettivamente a 72 CV il benzina e 55 CV il diesel. Poco dopo, i codici del telaio furono riorganizzati secondo la nomenclatura TLG10/TLG11 per i modelli a benzina e TLD10/TLD11 per i diesel. Nel giugno 1963 la produzione viene trasferita nello stabilimento di Fujisawa.
Nel 1964, il modello a passo corto venne soppresso e quello a passo lungo divenne la versione standard; inoltre debuttò il nuovo e più grande motore diesel Isuzu C220 da 2,2 litri con 62 CV (46 kW). Nel 1965, l'Elf ha ricevuto un pesante restyling che vide l'introduzione di nuovi fanali anteriori.
Isuzu offrì un'ampia varietà di carrozzerie per la prima generazione di Elf. Era disponibile nelle varianti pick-up a cabina singola e doppia, cabina singola con pianale per allestitori, autocisterna e ambulanza. Era disponibile anche un modello "Route Van" per il trasporto passeggeri con un compartimento posteriore vetrato e con posti a sedere per tre o sei passeggeri, mentre dal 1960 venne proposto anche l'"Elf Bus" che poteva ospitare 21 passeggeri (codici telaio BL171 con motore benzina e BL271 con il diesel).

## Seconda generazione

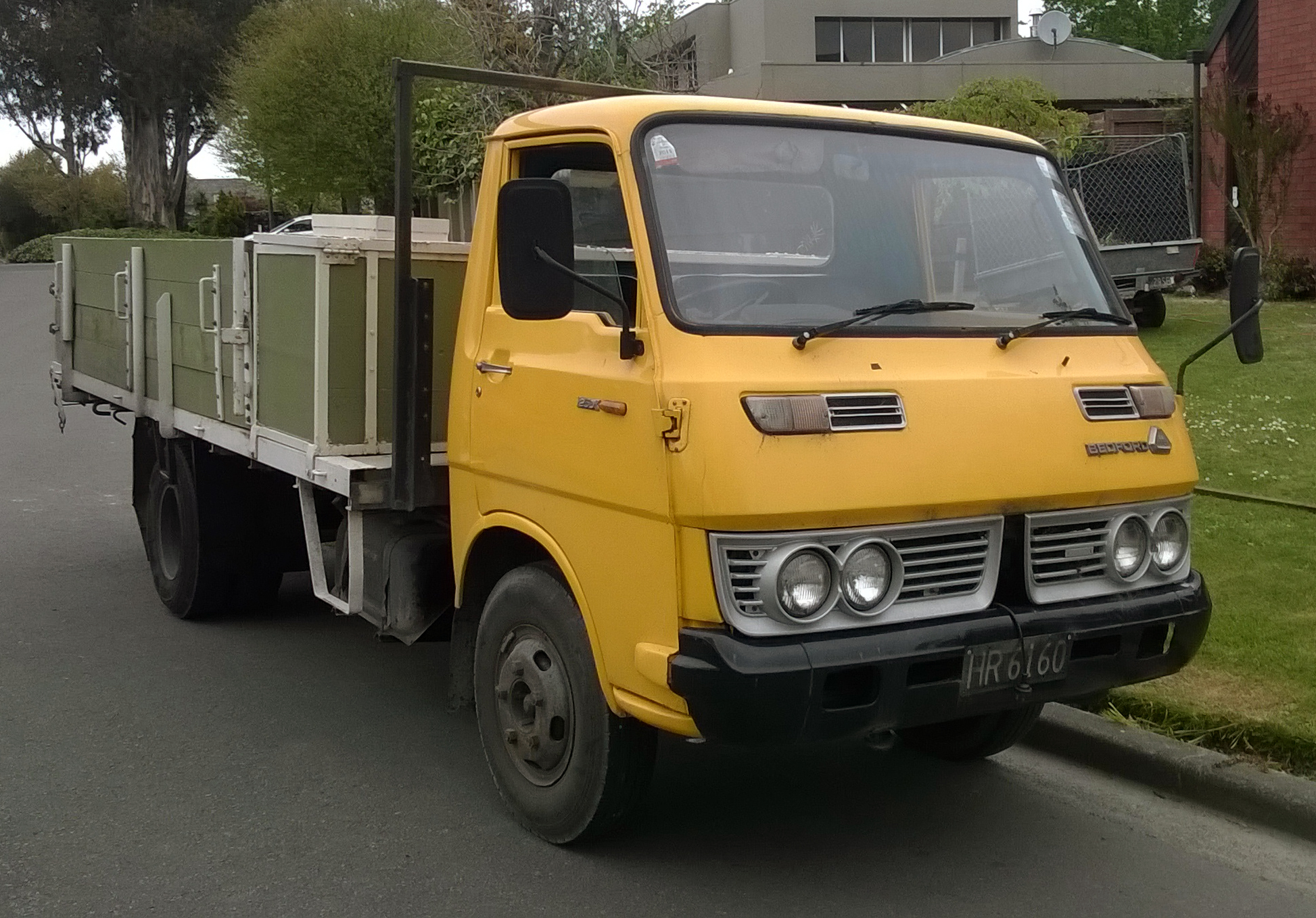
Seconda generazione

Nell'agosto 1967 debuttò l'Isuzu Light Elf, il modello d'ingresso della nuova gamma Elf in grado di un carico utile di 1,25 tonnellate. Aveva i fanali tondi singoli e venne equipaggiato con lo stesso motore G150 da 1.471 cc della Isuzu Bellett, erogante a 68 CV (50 kW). Questo fu il primo modello degli Elf di seconda generazione ad essere introdotto sul mercato.
Nell'aprile 1968 apparve la seconda generazione di Elf serie TL21 e TLD21 con portata da 2 e 2,5 tonnellate in numerose varianti di carrozzeria tra cui l'inedita "Elf Hi-Roof" a tetto rialzato.
Nel settembre 1969, il Light Elf fu aggiornato con portata incrementata a 1,5 tonnellate e ora offriva un motore più potente da 1,6 litri (G161AB) benzina da 75 CV (55 kW) e l'inedita cabina doppia opzionale. Nell'ottobre 1970 il Light Elf divenne parte della gamma Elf 150 mentre l'Elf classico (con portata da 2-2,5 tonnellate) divenne Elf 250 aggiornato e con un nuovo motore diesel da 2,4 litri. La variante da 3,5 tonnellate divenne Elf 350.
Nell'aprile 1972 debutta l'Elf FF Mi-Pack a trazione anteriore con pianale di carico piatto e ribassato, a soli 450 mm da terra, frontale più sporgente per via della nuova posizione del motore, e un prezzo di listino maggiorato rispetto all'Elf 150. A causa di questi fattori la versione a trazione anteriore venne soppressa e sostituita nel 1974 da un modello a pianale ribassato dell'Elf 150 con piccoli pneumatici posteriori gemellati.
Il più pesante Elf 350 non fu immediatamente sostituito, ma continuò ad essere prodotto fino all'anno 1980, quando a febbraio fu introdotto un modello 350 della terza generazione Elf ("350 Wide").
Sul mercato europeo ed australiano venne commercializzato dalla rete di vendita della Berdford e marchiato Bedford-Isuzu.

## Terza generazione

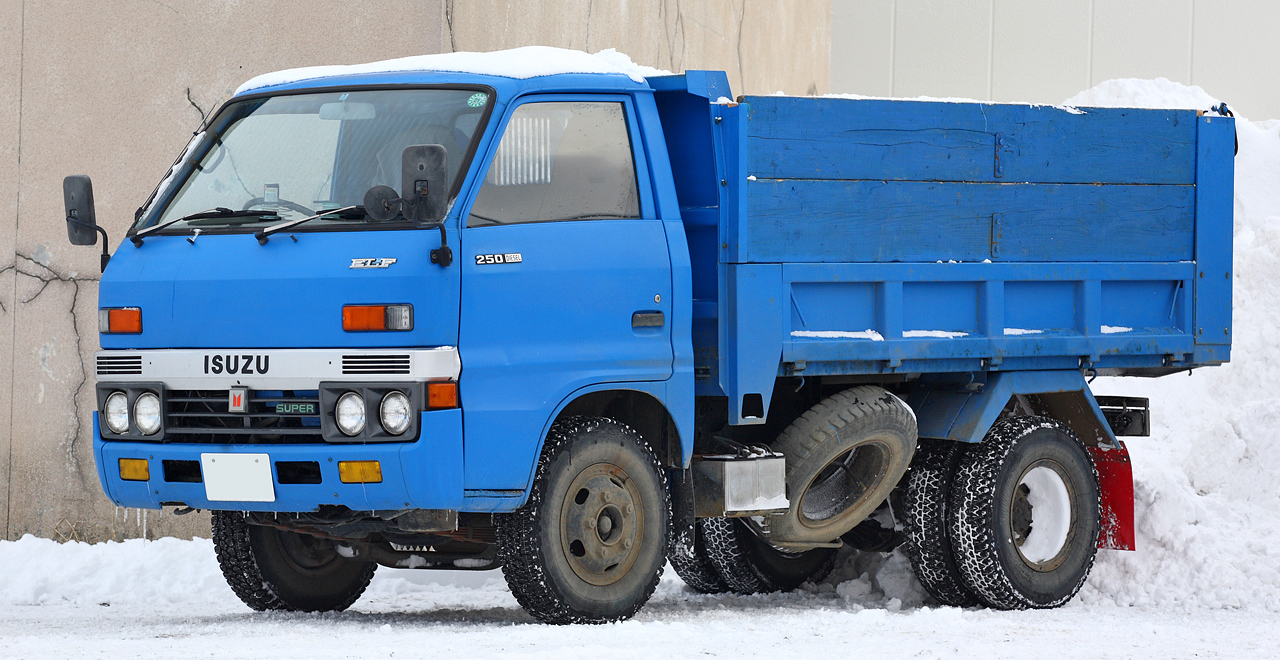
Elf 250 Super (1981-1984)

La terza generazione Elf arrivò nel giugno 1975. La gamma iniziale era composta dagli Elf 150 e Elf 250. Nel gennaio 1977 si aggiunse il modello 250 Low-Flat a pianale ribassato, seguito nel 1978 da un restyling che portava al debutto una calandra anteriore modificata.
Nel 1979 fu introdotta la versione top di gamma Super: gli allestimenti 250 ricevettero il motore da 3,3 litri mentre gli allestimenti 150 vennero equipaggiati con il motore diesel C240 da 2,4 litri. Nel 1978, Isuzu produsse il milionesimo esemplare.
Nel gennaio 1980, l'Elf è stato aggiornato per soddisfare gli standard sulle emissioni del 1979 giapponesi, per l’occasione venne introdotta anche la cabina anteriore reclinabile e la gamma allestimenti venne arricchita dalle versioni heavy duty Elf 250 Wide e 350 Wide (rispettivamente con i codici telaio KT e KS). L'Elf Wide ha una larghezza della cabina di 1.910 mm anziché di 1.690 mm.
Nel 1981, la gamma Elf subì un altro restyling che portò al debutto una nuova plancia interna. Per la Elf di terza generazione i motori diesel erano stati modernizzati ed erano più efficienti. Nel 1982 venne introdotto anche il motore diesel a iniezione diretta più piccolo al mondo, il 3,3 litri 4BC2 che sostituì il meno potente 4BC1 introdotto nel 1979.
Nel marzo 1983, i motori diesel furono nuovamente modificati e riomologati secondo i nuovi standard giapponesi di emissioni per i veicoli commerciali. La terza generazione di Elf fu sostituita nel 1984 dalla quarta generazione ad eccezione della versione "Route Van" (furgone a tre o sei posti) che continuò la produzione fino all'inizio degli anni novanta.

## Quarta generazione

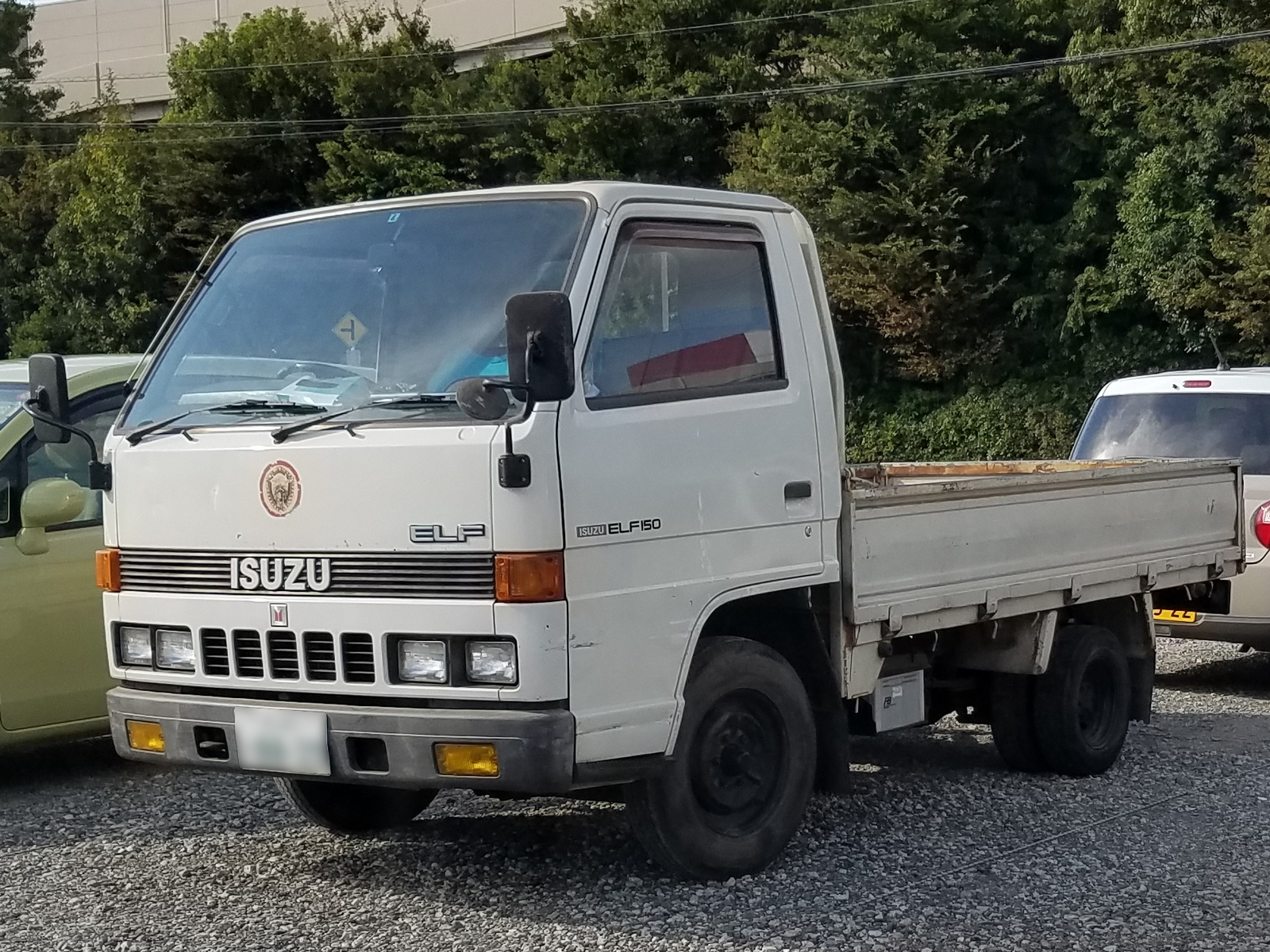
Elf 150 quarta generazione

La quarta generazione è apparsa nel luglio 1984 e nasce come un progetto globale esportato in tutto il mondo e prodotto in diversi paesi, incluso gli Stati Uniti.
È stato venduto dalla General Motors come Chevrolet Tiltmaster e come GMC Forward con motore turbodiesel sei cilindri in linea da 165 CV (123 kW).
Nei mercati esterni al Giappone è stata adottata la denominazione Isuzu serie N tutt’oggi utilizzata per le versioni successive.
Nel 1986 sul mercato nord americano è stata offerta una versione diesel da 8,4 litri del GMC Forward erogante 220 CV (164 kW).
In Giappone, questa generazione è stata offerta solo con motori diesel a iniezione diretta della famiglia 4JB1 da 87 CV (64 kW) con cubatura da 2,8 litri o con i 4BE1 da 3,6 litri montati sull'Elf 250 e Elf 350 NPR. Nel settembre 1987, una versione heavy duty dell’Elf 350 venne introdotta con i motori turbo diesel 4BD1 da 3,9 litri, la gamma 250 ricevette optional la trazione integrale dell'Elf 350.
Nel gennaio 1991 venne presentata la prima versione alimentata a gas metano basata sul motore 3.6 diesel. Il modello aveva una autonomia pari a 150 km con una netta riduzione delle emissioni inquinanti.
La quarta serie di Elf aveva due fari rettangolari e una griglia con cinque barre separati (sette per i modelli Wide Cab). Nel febbraio 1987, apparve una versione rinnovata con una griglia in soli due listelli più grandi. Un secondo restyling apparve nel giugno 1990 con la nuova griglia in pezzo unico.
È stato prodotto anche in Cina dalla BLAC (Beijing Light Automobile Corporation) dal 1984 al 2002. Successivamente è stato costruito anche da YCACO, una filiale di GAC Group fino al 2008 dopo aver subito varie modifiche sia meccaniche che stilistiche.

## Quinta generazione

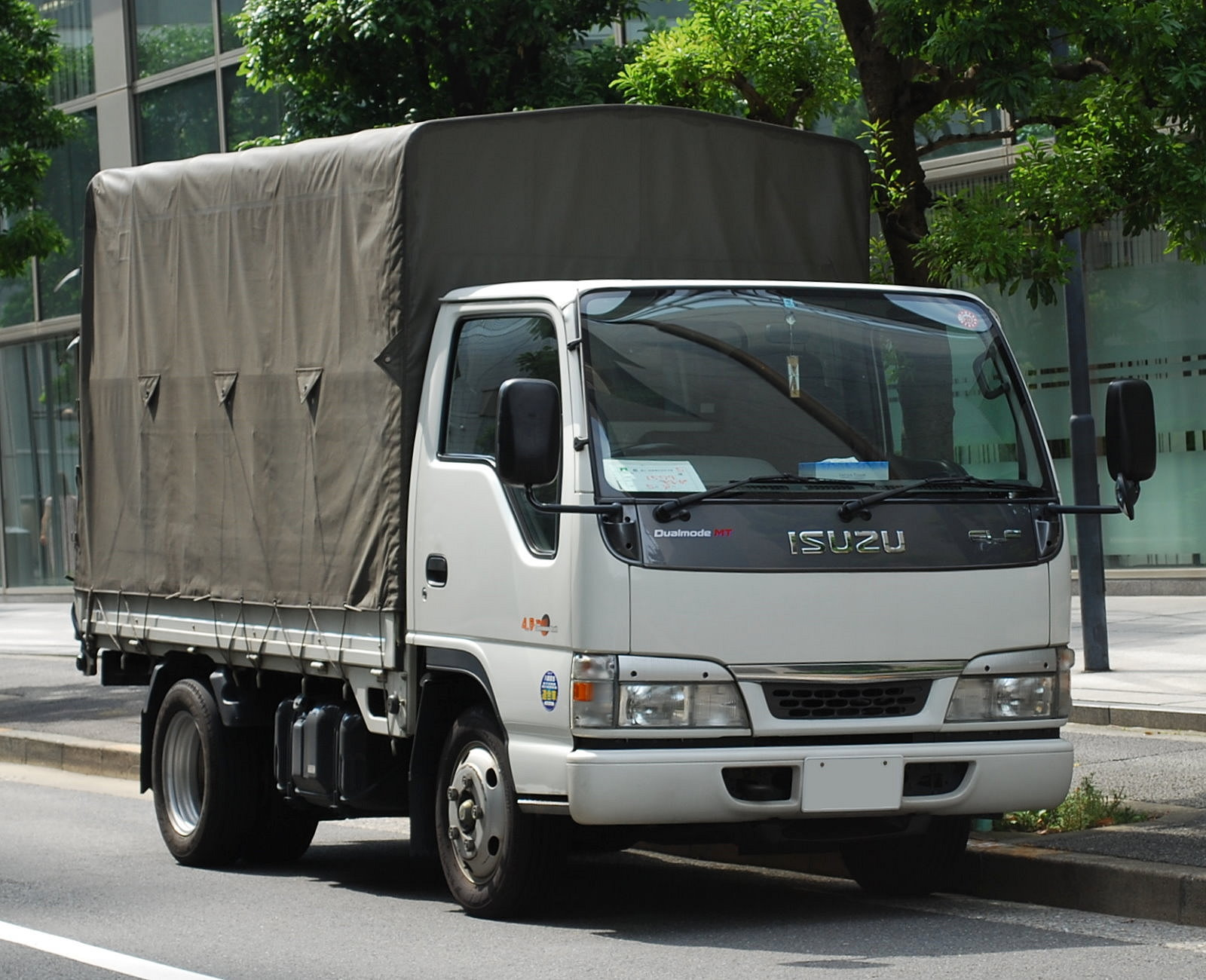
Elf quinta serie del 2002

La quinta generazione di Isuzu Elf viene presentata nel luglio 1993 e presenta un design totalmente inedito con fari più scolpiti e calandra di dimensioni maggiorate. I motori 2.8 4JB1 e il 4JB1T sono standard sia sull’Elf 150 che sull’Elf 250 insieme al 3.6 4BE1.
Il motore 4JB1 aspirato presentava una nuova pompa di iniezione VE Rotary che aumenta la potenza a 90 CV.
Nel maggio 1995 ha ricevuto diesel aggiornati e più puliti.
I modelli heavy duty avevano i motori 4HE1 da 4,0 litri e 4HF1 da 4,3 litri.
Grazie ad un accordo di badge engineering con Nissan il veicolo è stato venduto in Giappone anche come Nissan Atlas e Nissan Diesel Condor 20/30/35.
Nel giugno 1995 debutta la versione base Isuzu Elf 100 più compatta che era disponibile anche con un motore a benzina da 2,0 litri o un motore diesel da 2,5 o 2,7 litri.
Negli Stati Uniti, l'Elf è stato commercializzato come Isuzu NPR e Chevrolet/GMC serie W, ciascuna disponibile con il motore diesel turbo 4HE1 da 4,8 litri o il motore a benzina GM L31 Vortec da 5,7 litri con cambio automatico 4L80-E. Il motore a benzina erogava da 275 a 325 CV (da 205 a 242 kW) a 4.600 giri/min e da 447 a 475 Nm di coppia a 2.800 giri/min.
Nel maggio 2004 l'Elf ha subito un restyling importante che vide l’introduzione di fari trapezoidali più grandi. Grazie ad un altro accordo OEM con Mazda è stato venduto in Giappone anche come Mazda Titan.
In Europa mantenne la denominazione Isuzu serie N.

## Sesta generazione

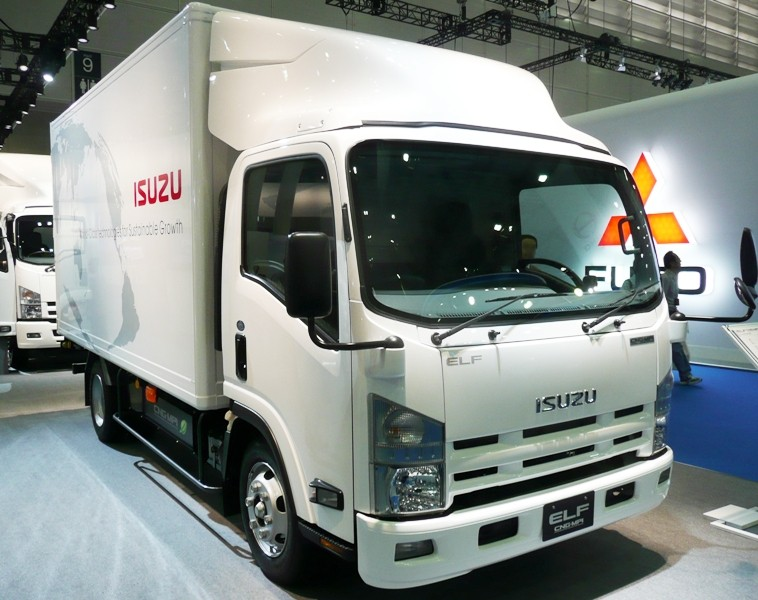
Sesta generazione

La sesta generazione è stata introdotta nel dicembre 2006. Mantiene lo stesso telaio della precedente generazione ma presenta una nuova cabina più grande e spaziosa, viene migliorato l’isolamento acustico e il comfort a bordo. La nuova struttura realizzata in acciai alto resistenziali risulta più leggera fino a 200 kg rispetto alla precedente.
Sul mercato giapponese è disponibile abbinato al nuovo motore turbo diesel 3.3 litri 4JJ1-TCS della famiglia D-Core con sistema start e stop di serie.
Questa serie viene assemblata anche in Colombia (insieme alla serie F più pesante), dove viene venduto come Chevrolet NKR, NPR o NQR.
In Nord America viene prodotto da GM e commercializzato a marchio Isuzu serie N e come Chevrolet e GMC serie W fino al 2009. Nel 2015 il modello viene reintrodotto sul mercato ribattezzato come Low Cab Forward (LCF) e venduto semplicemente come Chevrolet 3500, 4500 o 5500.
Nel 2019 viene presentato in Giappone un restyling che porta al debutto un nuovo frontale con fanali più spigolosi e una nuova calandra, viene introdotto il nuovo motore 3.0 turbo diesel 4JZ1 erogante 175 cavalli con start e stop e modalità di guida Econo che riduce consumi ed emissioni. Tra i dispositivi di sicurezza vengono introdotti di serie sul mercato interno il sistema di frenata attiva in caso di ostacolo, mantenimento corsia, controllo stabilità e trazione, avvisatore di veicoli in fase di sorpasso e telecamera 3D a 360 gradi.
La gamma europea denominata Serie N viene commercializzata nelle versioni: M21, L35 ed N35 (portata massima fino a 3,5 tonnellate), M55 (portata massima 5,5 tonnellate), P65 (portata massima 6,5 tonnellate), P75 (portata massima 7,5 tonnellate).